# M38 Wolfhound
M38 «Вольфхаунд» (англ. M38 Wolfhound) — легкий бронеавтомобіль з колісною формулою 6 × 6 виробництва США часів Другої світової війни.

## Історія розробки та служби
Повнопривідний тривісний бронеавтомобіль M38 «Вольфхаунд» був створений наприкінці війни фахівцями фірми Chevrolet, які за основу взяли бронеавтомобіль M8. Ця машина призначалася для дій у несприятливих дорожніх умовах, що і зумовило обрану схему, що забезпечувала їй найкращу прохідність. За своїми характеристиками і складом озброєння M38 приблизно відповідав бронеавтомобілю M6. Перший прототип поступив на випробування в 1945 році, але через закінчення війни серійно M38 не будувався.
Корпус бронеавтомобіля зварювався з листів катаної сталевої броні завтовшки 9 мм. Верхній і нижній лобові листи встановлювалися під нахилом, що збільшувало їх кулестійкість. Уздовж бортів корпусу, майже на рівні даху, простягалися широкі крила, що нагадували своєю формою надгусеничні полки танків. Під крилами в проміжках між колесами розміщувалися трапецієподібні ящики, що служили для зберігання запасних частин та інструментів. Посередині корпусу розташовувалася башта кругового обертання з погоном діаметром 1422 мм, озброєна 37-мм гарматою M6 і спареним з нею 7,62-мм кулеметом. Бронювання лобової частини башти досягало 12 мм, бортів і корми — 9 мм. Таким чином, броньовий захист машини захищав екіпаж від вогню стрілецької зброї й дрібних уламків снарядів і мін.
У передній частині корпусу бронеавтомобіля розташовувалося відділення управління, в якому з лівого боку розташовувався водій машини.
За відділенням управління знаходилося бойове відділення, до складу якого входила башта з 37-мм протитанковою гарматою M24A1 (M6) з напівавтоматичним вертикальним клиновим затвором. Наведення гармати у вертикальній площині здійснювалося за допомогою ручного приводу, розташованого зліва від люльки M24, причому максимальний кут нахилу становив -10°, а максимальний кут піднесення + 20°. Боєкомплект складався з 93 артилерійських пострілів, у тому числі бронебійні M74 з початковою швидкістю 883 м/с, фугасні M63 з початковою швидкістю 792 м/с і осколкові M2. Артилерійські постріли кріпилися до внутрішніх стінок башти і бойового відділення за допомогою пружинних затискачів.

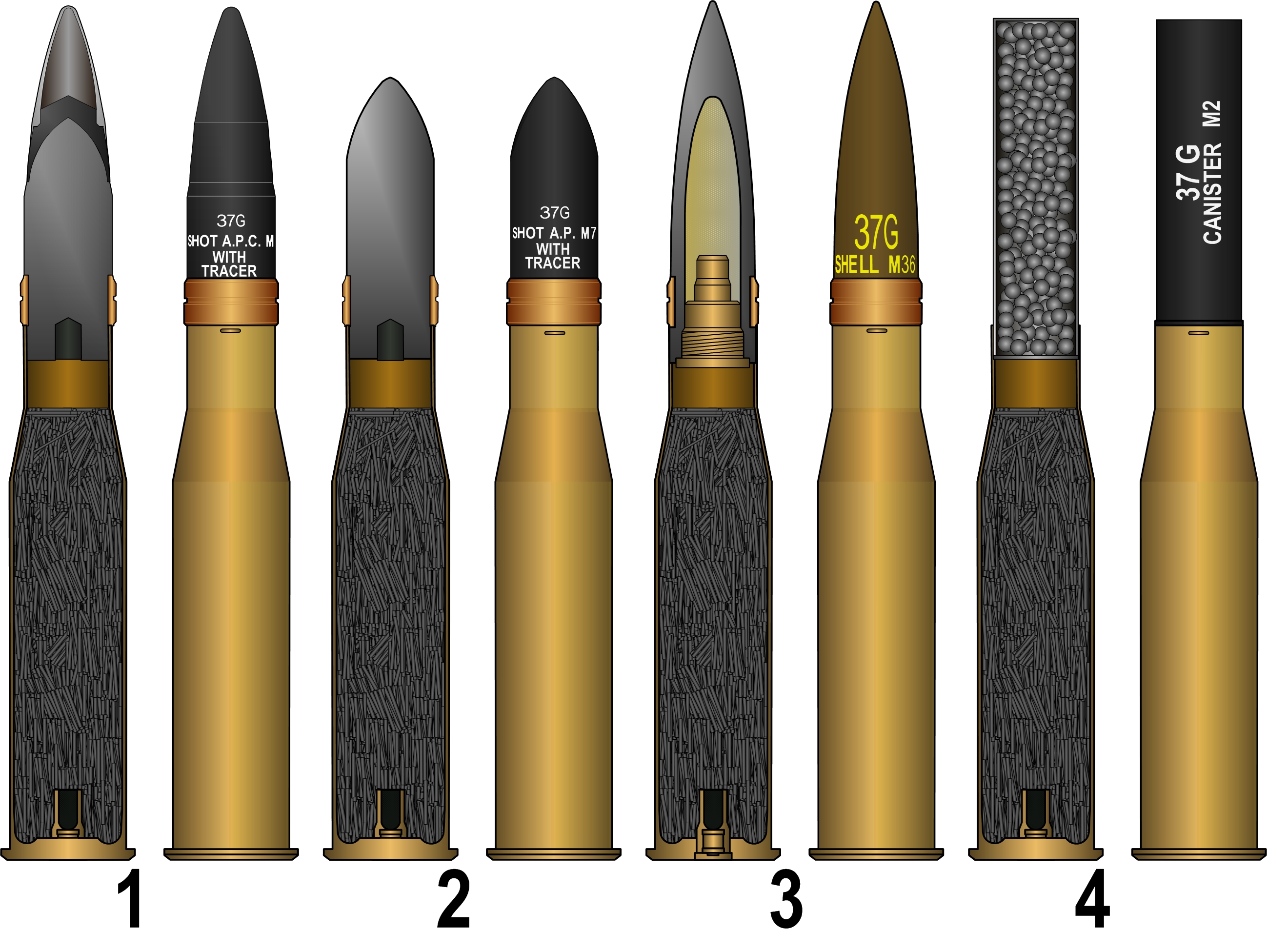
Боєприпаси до 37-мм танкової гармати M24A1 (M6)
- Постріл зі снарядом M74 (бронебійний гостроголовий суцільний, трасуючий)
- Постріл зі снарядом M63 (осколковий)
- Постріл з картеччю M2